# Tube à rayons X

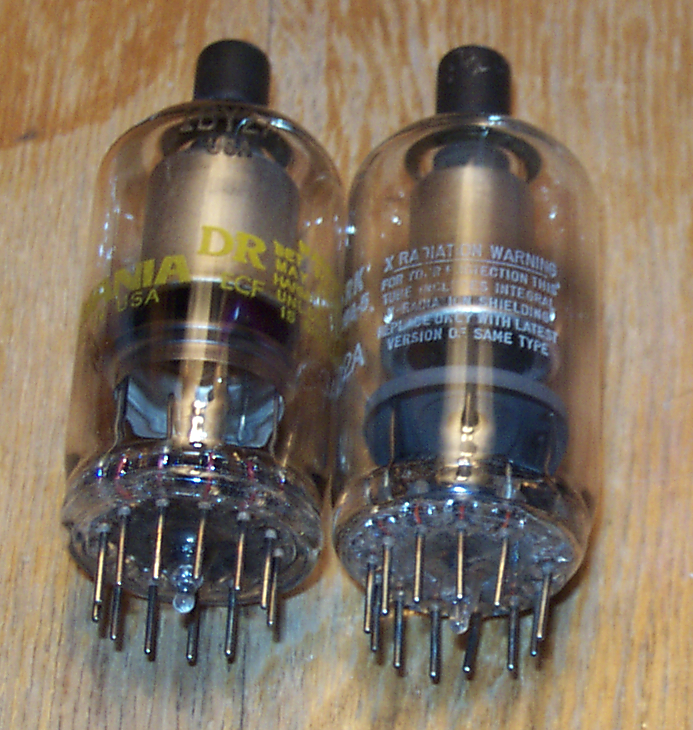
Deux tubes radiogènes

Les tubes à rayons X sont des dispositifs permettant de produire des rayons X, en général pour trois types d'applications :
- radiographie et tomographie (imagerie médicale, science des matériaux) ;
- Cristallographie aux rayons X (diffraction de rayons X, voir aussi l'article Diffractomètre) ;
- analyse chimique élémentaire par spectrométrie de fluorescence des rayons X.

Il existe plusieurs types de tubes.

## Principe de fonctionnement
Quel que soit le type de tube, la génération des rayons X se fait selon le même principe.
Une haute tension électrique (de l'ordre de 20 à 400 kV) est établie entre deux électrodes. Il se produit alors un courant d'électrons de la cathode vers l'anode (parfois appelée « anticathode » ou « cible »).
Les électrons sont freinés par les atomes de la cible, ce qui provoque un rayonnement continu de freinage ou Bremsstrahlung, dont une partie du spectre est dans le domaine des rayons X.
Ces électrons excitent les atomes de la cible, et ceux-ci réémettent un rayonnement X caractéristique par le phénomène de fluorescence X.
Le spectre sortant du tube est donc la superposition du rayonnement de freinage et de la fluorescence X de la cible.
Les tubes de rayons X ont une efficacité énergétique extrêmement mauvaise, la majeure partie de la puissance électrique (99 %) étant dissipée sous forme de chaleur. Les tubes doivent donc être refroidis, en général par une circulation d'eau, bain d'huile ou par un système d'anode tournante.

## Tube de Crookes
Historiquement, le premier tube à rayons X fut inventé par sir William Crookes. Il s'agissait à l'origine de provoquer une fluorescence lumineuse de minéraux. Le tube de Crookes est encore appelé tube à décharge, tube à gaz ou tube à cathode froide.
Il s'agit d'une ampoule en verre dans laquelle on fait le vide ; il reste une pression d'air résiduelle d'environ 100 Pa (env. 1 torr)(aucune référence pour les valeurs de pression)). Elle contient une cathode métallique, en aluminium, de forme concave pour concentrer le flux d'électrons, et une anode, ou « cible ».
Une bobine d'induction fournit une haute tension. Il se produit alors une ionisation de l'air résiduel, sous la forme d'un éclair ou « décharge », qui provoque un flux d'électrons de la cathode vers l'anode. Ce flux, appelé rayon cathodique, produit un rayonnement électromagnétique qui est capable de créer de la lumière de fluorescence sur certains corps ainsi que produire des décharges de corps électrisés à distance. Il crée également des rayons X.
Ce tube ne permet de créer des rayons X que par intermittence. Il est encore utilisé dans certains types de cyclotrons.

## Tube de Coolidge

Schéma de principe d'un tube de Coolidge à fenêtre latérale.
K : filament.
A : anode.
W_{in} et W_{out} : entrée et sortie de l'eau de refroidissement.

Le tube de Crookes fut amélioré par William Coolidge en 1913. Le tube de Coolidge, encore appelé tube à cathode chaude, est le tube le plus largement utilisé. C'est un tube sous vide poussé (env. 10−4 Pa, env. 10−6 torr[réf. nécessaire]), recouvert d'une enceinte plombée.
Dans le tube de Coolidge, les électrons sont émis par un filament métallique (métal alcalino-terreux) chauffé par un courant électrique (effet thermoïonique également utilisé dans les tubes cathodiques de téléviseur). Le filament constitue la cathode du tube. La haute tension est établie entre la cathode et l'anode, ce qui accélère les électrons émis par le filament. Ces électrons viennent frapper l'anode.
Dans les tubes dits « à fenêtre latérale », les électrons sont concentrés (focalisés) par une pièce appelée Wehnelt (en) placée juste après le filament.
D'un point de vue électrique, on a donc :
- un filament aux bornes duquel on établit une basse tension, afin de créer un courant électrique chauffant (effet Joule) ;
- dans certains tubes, une pièce de forme particulière ayant une tension légèrement négative par rapport au filament (c'est-à-dire par rapport aux deux bornes du filament), afin de repousser les électrons issus du filament vers le centre de la pièce ; c'est le Wehnelt ;
- une anode cible ayant une tension fortement positive par rapport au Wehnelt et au filament.

On distingue deux géométries de tube :
- les tubes à fenêtre latérale : le filament est un solénoïde d'axe rectiligne et est placé face à la cible, qui est biseautée ; la trajectoire des électrons est une droite
- les tubes à fenêtre frontale : le filament est un solénoïde à axe circulaire et entoure l'anode ; la trajectoire des électrons est courbe.

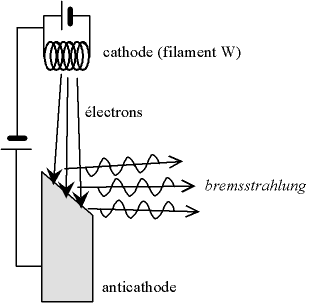
Tube à fenêtre latérale.
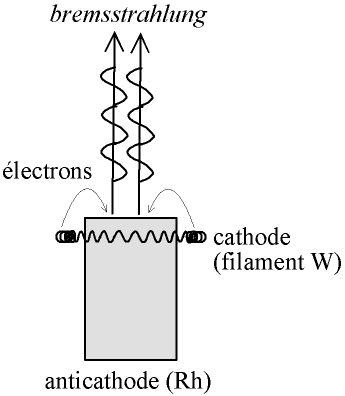
Tube à fenêtre frontale.

## Tube à anode tournante
Les tubes à anode tournante sont une amélioration des tubes de Coolidge permettant d'avoir des intensités de rayons X importantes.
Une des limitations de la production de rayons X est en effet la chaleur produite par le phénomène. On prend donc une grande anode de forme cylindrique et on la fait tourner. Ainsi, chaque partie de l'anode n'est irradiée que durant un court instant, ce qui facilite la dissipation de la chaleur.
On peut ainsi atteindre des puissances de l'ordre de 100 kW.

## Conditions de fonctionnement des tubes à cathode chaude

### Paramètres du spectre
Les trois paramètres importants des tubes à cathode chaude (tubes de Coolidge et tubes à anode tournante) sont :
- l'intensité parcourant le filament, qui va déterminer la quantité d'électrons émis et donc la quantité de rayons X émis (intensité) ;
- la haute tension entre l'anode et la cathode, qui va déterminer la forme du spectre continu de freinage et notamment l'énergie maximale des rayons X émis ;
- la nature chimique de la cible, qui va déterminer le spectre spécifique, qui sont les longueurs d'onde ayant le plus d'intensité.

L'intensité des rayons X est directement proportionnelle à l'intensité du courant qui parcourt le filament, toutes choses étant égales par ailleurs. L'intensité du courant du filament varie typiquement de 5 à 50 mA pour un tube de Coolidge, plus pour un tube à anode tournante.
Le rôle de la haute tension est plus complexe. Les électrons de charge e sont accélérés avec la haute tension V, leur énergie cinétique E0 est donc
{\displaystyle E_{0}=V\cdot e}
si elle est exprimée en kilo électron-volts (keV), E0 a la valeur numérique de V en kilo-volts.
Si E0 est inférieure à l'énergie d'ionisation des électrons de cœur des atomes de la cible, on n'a que du rayonnement continu de freinage. Si E0 est supérieure à cette énergie d'ionisation, la cible va émettre de la fluorescence. On verra en général les raies Kα1, Kα2 et Kβ des atomes de la cible.
Plus on augmente la haute tension, plus l'énergie maximale des photons augmente, donc plus la longueur d'onde minimale diminue.
La nature chimique de la cible va faire varier les énergies/longueurs d'onde des raies de la cible.

#### Cas de la diffraction X
Pour la diffraction X, on s'intéresse principalement aux raies Kα de la cible, pas au rayonnement de fond. En effet, la direction de diffraction dépendant de la longueur d'onde (selon la loi de Bragg), on cherche à avoir la plupart du temps une radiation monochromatique (à l'exception des clichés de Laue). En fait, on élimine en général la raie Kβ mais on conserve les raies Kα1 et Kα2, ainsi que le rayonnement continu de freinage qui contribuera au bruit de fond. Dans certains cas où le rapport signal sur bruit est capital, on utilise un monochromateur, au prix d'une perte importante d'intensité — on a alors une radiation « réellement » monochromatique ; on peut aussi utiliser un détecteur « solide » (diode en silicium dopé au lithium ou diode en silicium à diffusion) ayant une très bonne discrimination en énergie (principe de l'analyse dispersive en énergie), ce qui permet de travailler en monochromatique tout en ayant un signal intense.
On utilise typiquement des hautes tensions de 50 kV, et des cibles de cuivre en général, parfois de molybdène, cobalt ou de manganèse. En effet, la longueur d'onde des raies Kα1 du cuivre (de l'ordre de 1,6 Å) permet d'observer le phénomène de diffraction pour une grande plage de distances interréticulaires (d allant de 0,9 à 9,2 Å sur une plage angulaire 2θ de 10 à 120°, voir l'article Loi de Bragg). Par contre, les raies du cuivre ont une énergie suffisamment grande (8 keV pour la Kα1) pour exciter les atomes de fer, la fluorescence induite sur les échantillons contenant majoritairement du fer (comme les aciers et fontes) donne donc un bruit de fond très élevé. L'utilisation d'un tube au cobalt ou au manganèse permet de réduire ce bruit de fond parasite puisque les énergies des photons sont insuffisantes pour exciter le fer (la raie Kα1 du cobalt a une énergie de 6,9 keV, celle du manganèse 5,9 keV) ; une autre solution consiste à mettre un monochromateur arrière (c'est-à-dire situé entre l'échantillon et le détecteur) ou d'utiliser un détecteur filtrant de manière précise les énergies des photons (détecteur solide du type de ceux utilisés en analyse dispersive en énergie) afin d'éliminer la composante fluorescente du fer.
Le tube au manganèse est également utilisé pour le mesure des contraintes (stress) : le décalage angulaire Δ2θ pour une déformation de la maille de ε vaut :
{\displaystyle \Delta 2\theta =-2\tan \theta \cdot \varepsilon }
donc plus 2θ est élevé, plus le décalage Δ2θ est important. Or, la longueur d'onde de la raie Kα1 du manganèse (de l'ordre de 2,1 Å) permet d'avoir des angles de diffraction plus élevés.

#### Cas de la fluorescence X
En fluorescence X, le contexte est différent. Il faut ici avoir des photons ayant une énergie suffisante pour exciter les atomes que l'on veut détecter. On choisit de ce fait des cibles en éléments lourds, comme le rhodium pour la plupart des tubes (la raie Kβ a une énergie de 22,7 keV), ou parfois le palladium (en général pour les minitubes, la raie Kβ a une énergie de 23,8 keV). Les éléments ayant une énergie d'ionisation plus élevée sont excités par les photons du rayonnement continu de freinage.
La limitation principale est due à la puissance du générateur. En effet, si l'on veut plus d'intensité, il faut diminuer la haute tension ; cette situation est adaptée à la mesure des éléments légers car ceux-ci n'ont besoin que de photons de faible énergie, par contre, leur signal étant faible, il faut augmenter l'intensité. Si par contre, on veut exciter les atomes lourds, il faut une haute tension plus élevée, donc diminuer l'intensité ; ceci ne pose pas de problème car les atomes lourds donnent un signal important.
La plupart des spectromètres ont un tube de Coolidge alimenté par une puissance électrique de 1 à 4 kW.
Cependant, tout le rayonnement du tube ne sert pas à exciter les atomes de l'échantillon ; une partie est diffusée par diffusion Rayleigh ou par diffusion Compton. Les pics caractéristiques de la cible apparaissent donc sur le spectre mesuré, même si l'échantillon ne contient pas de ces éléments. Ces phénomènes peuvent gêner la détection des éléments ayant des pics d'une énergie proche de ceux de l'anode du tube. Pour éviter ceci, on peut
- soit mettre un filtre pour couper la partie gênante du spectre du tube ; on utilise des filtres de quelques centaines de micromètres, souvent en cuivre ou en aluminium ;
- soit utiliser un tube avec une anode ayant des pics à un endroit qui ne gêne pas, comme une anode de chrome ;
- soit utiliser une cible secondaire : le tube irradie une cible, et c'est le rayonnement fluorescent de cette cible qui va irradier l'échantillon ; ceci permet de travailler en radiation quasi-monochromatique, et avec des intensités très faibles ; on parle aussi de source « polarisée ».

### Vieillissement du tube

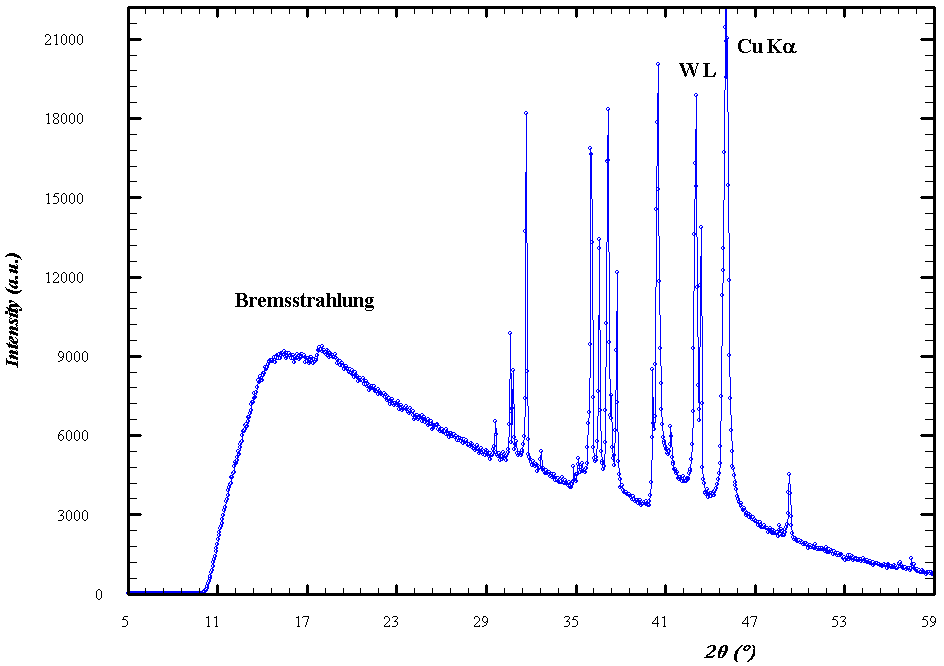
Spectre d'émission d'un tube à rayons X vieilli (cible de cuivre), mesuré par diffraction du rayonnement non monochromatisé et non filtré sur un monocristal de LiF.

Le vieillissement du tube fait intervenir quatre phénomènes :
- la porosité du tube, qui provoque une baisse du vide ;
- la sublimation du filament ;
- les chocs thermiques sur le filament ;
- la corrosion.

Le filament de tungstène est chauffé et sous vide, il va donc naturellement se sublimer. Le gaz de tungstène ainsi créé va migrer dans le tube et se condenser sur les parois ainsi que sur la fenêtre. On va donc avoir trois effets :
- le tungstène sur la fenêtre va faire effet de filtre, et absorber les rayons X de faible énergie ; on a donc au fur et à mesure une baisse de l'intensité dans les grandes longueurs d'onde ; en spectrométrie de fluorescence X, cela se traduit par une baisse de sensibilité pour les éléments légers ;
- le tungstène déposé étant bombardé de rayons X, il va entrer en fluorescence ; en diffraction de rayons X, l'apparition de pics caractéristiques du tungstène, et notamment de la raie L (en notation de Siegbahn), va donner lieu à des pics de diffraction parasites ;
- le filament s'amincit, ce qui à terme peut conduire à sa rupture.

La fenêtre du tube est la plus fine possible afin d'absorber le moins de rayons X. Le tube étant sous vide, les gaz vont lentement diffuser vers l'intérieur du tube. Ceci est particulièrement vrai pour les tubes mis dans une atmosphère d'hélium (cas des spectromètres de fluorescence X mesurant des liquides), l'hélium étant un atome très petit. Lorsque le vide n'est plus suffisant, il se produit des arcs électriques (ionisation du gaz sous l'effet de la haute tension) appelés « flashages », qui empêchent la production de rayons X. Lorsque les flashages deviennent trop fréquents, le tube est inutilisable et doit être changé.
Le tube est refroidi à l'eau. L'humidité va avoir tendance à se condenser sur les parties froides, et notamment les tubulures métalliques transportant l'eau dans le tube. Cette humidité va accélérer la corrosion du métal. C'est une des raisons pour lesquelles le tube est gardé allumé hors utilisation (on le met en général au minimum de la haute tension et de l'intensité, par exemple 20 kV et 5 mA) : en gardant le tube chaud, on évite la condensation.
L'autre raison pour laquelle le tube est maintenu allumé hors fonctionnement est pour éviter les chocs thermiques. On maintient en général l'intensité dans le filament (courant de chauffe) même lorsque la haute tension est coupée : le tube n'émet pas de rayons X, mais il n'est pas éteint, il ne subit pas de variation de température.
Selon les conditions d'utilisation, la durée de vie d'un tube va de un à dix ans, avec une moyenne de trois à cinq ans.

## Bruit de fond
L'émission de rayons X est aléatoire. Il y a donc une fluctuation du signal de courte période qui génère un bruit de fond. La loi d'émission, et donc le taux de comptage — nombre de photons X détectés par second —, suit une loi de Poisson ; ainsi, l'écart type est la racine carrée de l'intensité moyenne
{\displaystyle \sigma _{\mathrm {I} }={\sqrt {\bar {\mathrm {I} }}}}.
Plus l'intensité est importante, plus l'écart type, et donc les fluctuations, sont importantes, mais le rapport signal sur bruit augmente :
{\displaystyle {\frac {\bar {\mathrm {I} }}{\sigma _{\mathrm {I} }}}={\sqrt {\bar {\mathrm {I} }}}}
ce qui est donc favorable à la précision de mesure.